# 500 lire "Mondiali '86"
Le 500 lire "Mondiali '86" è una moneta coniato dalla Zecca di Stato nel 1986. Si trattava di un contingente di monete da 500 lire in argento commemorative del Campionato mondiale di calcio.

## Dati tecnici
Al Dritto è raffigurata la sagoma della penisola italiana che pare calciare un pallone a sinistra, sotto il quale è posta la firma dell'autrice Uliana Pernazza; in giro è scritto "REPUBBLICA ITALIANA".
Al rovescio è rappresentato un pallone da calcio sezionato, nella cui sezione appare un particolare della Pietra del Sole; sotto di esso sono posti l'indicazione del valore, il segno di zecca R, in basso in giro è scritto "MESSICO 1986 MVSICA" mentre in alto, sempre in giro, è scritto "CAMPIONATO MONDIALE DI CALCIO".
Nel contorno: motivo azteco ripetuto 9 volte in rilievo.
Il diametro è di 29 mm, il peso: 11 g e il titolo è di 835/1000.
La moneta è coniata sia nella versione fior di conio che in quella fondo specchio, rispettivamente in 90.874 e 20.745 esemplari.
Questa è la prima moneta italiana a commemorare un mondiale di calcio. Dal 1986 in poi saranno dedicate monete commemorative a tutti i mondiali, eccezion fatta per quelli di Corea del 2002. 